# Sture Cullhed
Paul Magnus Sture Cullhed, född 9 mars 1926 i Jönköping, död 8 oktober 1996 i Linköping, var en svensk läkare.
Cullhed utgav 1968 tillsammans med Maj-Briht Bergström-Walan den populärvetenskapliga skriften Kvinna och man och medverkade  1969 i filmen Ur kärlekens språk som sexualexpert. Han blev medicine doktor vid Linköpings universitet 1978 på avhandlingen Carcinoma cervicis uteri stages I and IIa: treatment, histopathology, prognosis. År 1996 medverkade han i Sexologi ur gynekologisk synvinkel (rapport från Svensk Förening för Obstetrik och Gynekologis arbets- och referensgrupp).